# Castello di Trakai
Il castello di Trakai è un edificio storico di Trakai, in Lituania, situato sul lago Galvė.
La costruzione fu iniziata nel XIV secolo da Kęstutis (1297-1382), il Granduca di Lituania e intorno al 1409 aveva già completato la maggior parte del lavoro del figlio Vitoldo (1350-1430), morto nel castello nel 1430. Trakai è stato uno dei centri principali del Granducato di Lituania e il castello ha avuto una grande importanza strategica. 
Durante il dominio di Sigismondo II Augusto, il castello fu ristrutturato in stile rinascimentale e servì da residenza reale per un breve periodo di tempo, dopodiché fu utilizzato come prigione. Durante le guerre contro il Granducato di Mosca nel XVII secolo, il castello fu danneggiato e non venne ricostruito nuovamente. In seguito è gradualmente caduto in rovina.

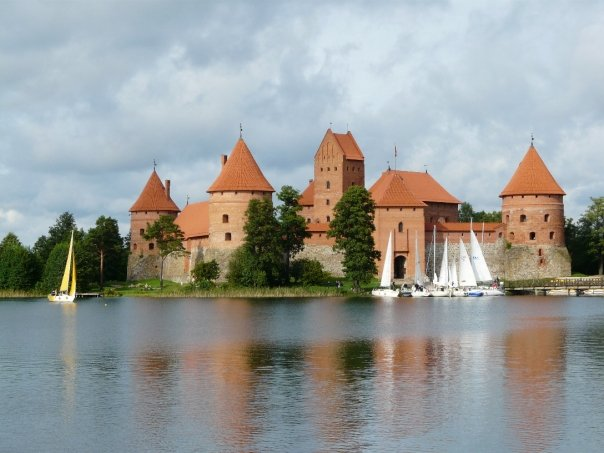
Vista da terra.

Nel corso dell'Ottocento, è stato avviato un piano per la ricostruzione. Gli affreschi originali sono stati conservati e copiati dal pittore Wincenty Smokowski. La Commissione Archeologica Imperiale ha iniziato a documentare i resti esistenti del castello nel 1888. Nel 1905 le autorità imperiali russe hanno deciso di ripristinarlo parzialmente. Durante la prima guerra mondiale i tedeschi hanno portato i loro specialisti, che hanno fatto molti tentativi di ripristinarlo. Tra il 1935 e il 1941, parti del muro del Palazzo Ducale furono rinforzate e la torre del sud-est fu ricostruita, comprese le sezioni delle sue mura. I restauratori lituani e polacchi hanno lavorato al progetto, ma i lavori sono cessati allo scoppio della seconda guerra mondiale. Alla fine della guerra è iniziato un grande progetto di ricostruzione in stile barocco. Le opere sono iniziate tra il 1951 e il 1952 e la parte principale è stata completata nel 1961.
Oggi è compresa all'interno del parco nazionale storico di Trakai ed è un'importante meta turistica.